# Duduzile Zuma-Sambudla
Duduzile Zuma-Sambudla, née le 20 mai 1982, est une femme politique sud-africaine, membre de l'Assemblée nationale d'Afrique du Sud et à l’origine de posts controversés, sur les réseaux sociaux, notamment des posts appellant à des actions violentes.

## Biographie
Duduzile Zuma-Sambudla, née en 1982, est la fille de l'ancien président sud-africain Jacob Zuma. Elle témoigne en 2006 dans le procès pour viol de son père et son témoignage contribue à l'acquittement de ce dernier. En 2011, elle se marie avec un homme d'affaires sud-africain, un mariage fastueux dans la réserve privée d'Inkwenkwezi, près d'East London en Afrique du Sud.
Mais elle est surtout connue pour son activité sur la plateforme de médias sociaux Twitter. Elle est accusée par l'Alliance démocratique (DA) et le Congrès national africain (ANC) d'avoir posté des tweets qui ont contribué à inciter aux troubles sud-africains de 2021 à la suite de l'arrestation de son père pour outrage à magistrat,. Son père est, malgré ces émeutes, condamné  à quinze mois de prison. Différentes études publiées en 2022 et 2023 par des centres de recherche britanniques sur les réseaux sociaux affirment que Duduzile Zuma-Sambudla est également au centre de campagne Twitter soutenue par la Russie pour accroître le soutien à l'invasion de l'Ukraine par la Russie en 2022 en Afrique du Sud,,,.
En 2023, elle suit son père en quittant le Congrès national africain pour rejoindre le nouveau parti UMkhonto we Sizwe. Elle se présente en 18e position sur la liste nationale pour les élections générales sud-africaines de 2024. Elle apparaît aux côtés de son père lors de la campagne et fait partie du noyau dur du parti,. Son père, par contre, n’est pas autorisé à être candidat à un poste de député en raison de sa condamnation pour outrage à la justice.
En juillet 2024, Zuma-Sambudla est élue pour représenter l'Afrique du Sud au Parlement panafricain,.